# Komizabéwa
Komizabéwa (auch: Komizabénwa, Komi Zabéwa, Komizaléwa, Koni Zabeya) ist ein Dorf in der Landgemeinde Bouné in Niger.

## Geographie
Das von einem traditionellen Ortsvorsteher (chef traditionnel) geleitete Dorf befindet sich rund 16 Kilometer südwestlich des Hauptorts Bouné der gleichnamigen Landgemeinde, die zum Departement Gouré in der Region Zinder gehört. Eine Siedlung in der näheren Umgebung von Komizabéwa ist Gamdou im Westen.
Es herrscht das Klima der Sahelzone vor, mit einer durchschnittlichen jährlichen Niederschlagsmenge zwischen 300 und 400 mm.

## Bevölkerung
Bei der Volkszählung 2012 hatte Komizabéwa 976 Einwohner, die in 178 Haushalten lebten. Bei der Volkszählung 2001 betrug die Einwohnerzahl 1006 in 182 Haushalten und bei der Volkszählung 1988 belief sich die Einwohnerzahl auf 607 in 158 Haushalten.
Die Bevölkerungsdichte in diesem Gebiet ist mit über 100 Einwohnern je Quadratkilometer hoch.

## Wirtschaft und Infrastruktur
Das Gebiet der Ebenen im Süden der Region Zinder, in dem Komizabéwa liegt, ist von einer anhaltenden Degradation der ackerbaulichen Flächen gekennzeichnet, die mit der hohen Bevölkerungsdichte in Zusammenhang steht. Im Dorf wird ein Wochenmarkt abgehalten. Der Markttag ist Mittwoch. Eine Getreidebank wurde in den 1980er Jahren etabliert.
Es gibt eine Schule im Ort. Das nigrische Unterrichtsministerium richtete 1996 gemeinsam mit dem Welternährungsprogramm der Vereinten Nationen zahlreiche Schulkantinen in von Ernährungsunsicherheit betroffenen Zonen ein, darunter eine für Kinder transhumanter Hirten in Komizabéwa.